# 刘英仙
刘英仙（1927年11月—），山东栖霞人，中华人民共和国政治人物、外交官。1974年4月20日，中华人民共和国与加蓬共和国建交，并开始派遣驻加蓬特命全权大使。同时，1975年至1997年中华人民共和国与圣多美和普林西比建交期间，驻加蓬大使还兼任驻圣多美和普林西比大使。刘英仙担任此大使职位。1980年，接替贾怀济担任中华人民共和国驻几内亚比绍大使。1983年，由胡景瑞接任。